# Horaninovia platyptera
Horaninovia platyptera är en amarantväxtart som beskrevs av Charif och Paul Aellen. Horaninovia platyptera ingår i släktet Horaninovia och familjen amarantväxter. Inga underarter finns listade i Catalogue of Life.